# Опитний (Нижньогородська область)
Опитний (рос. Опытный) — селище в Кстовському районі Нижньогородської області Російської Федерації.
Населення становить 170 осіб. Входить до складу муніципального утворення Ройкинська сільрада.

## Історія
Від 2009 року входить до складу муніципального утворення Ройкинська сільрада.

## Населення
| 2002 | 2010 |
| ---- | ---- |
| 183  | ↘170 |